# Sven Fischer
Sven Fischer   (Smalkalda, 16 d'abril de 1971) és un biatleta alemany, ja retirat, que destacà entre les dècades del 1990 i 2000. Es retirà en finalitzar la temporada 2006-07.

## Carrera esportiva
Entrenat per Frank Ullrich, Fritz Fischer i Klaus Siebert, va participar en els Jocs Olímpics d'Hivern de 1994 realitzats a Lillehammer (Noruega, on aconseguí guanyar la medalla d'or en la prova de relleus 4x7,5 km i la medalla de bronze en la prova de 20 km, a més de ser setè en la prova dels 10 quilòmetres esprint. En els Jocs Olímpics d'Hivern de 1998 realitzats a Nagano (Japó) aconseguí revalidar la medalla d'or aconseguida en els anteriors jocs juntament amb l'equip d'Alemanya, finalitzant així mateix setzè en els 20 km. individuals i vint-i-novè en els 10 quilòmetres esprint. En els Jocs Olímpics d'Hivern de 2002 realitzats a Salt Lake City (Estats Units) aconseguí guanyar dues medalles de plata en les proves de 10 km. esprint i relleus 4x7,5 km, finalitzant dotzè en els 12,5 km. persecució i vint-i-novè en els 20 km. individuals. En els Jocs Olímpics d'Hivern de 2006 realitzats a Torí (Itàlia) fou el guanyador de tres medalles: la medalla d'or en els 10 km. individuals i relleus 4x7,5 km, i la medalla de bronze en els 12,5 km. persecució. En aquests Jocs, així mateix, participà en les proves de 15 km. amb sortida massiva i 20 km. individuals, en les quals finalitzà en dissetena posició.
Al llarg de la seva carrera ha guanyat 20 medalles en el Campionat del Món de biatló, destacant els seus set ors en: relleus 4x7,5 km. (1995, 1997, 2003 i 2004); equips (1993); 15 km. amb sortida massiva (1995) i 20 km. individuals (1995).